# شهرستان پیکنز (آلاباما)
شهرستان پیکنز، آلاباما (به انگلیسی: Pickens County, Alabama) شهرستانی در ایالات متحده آمریکا است که در آلاباما واقع شده‌است.

## خصوصیات
شهرستان پیکنز ۲٬۳۰۵٫۱ کیلومترمربع مساحت دارد.